# Rhabdomastix (Rhabdomastix) indigena
Rhabdomastix (Rhabdomastix) indigena is een tweevleugelige uit de familie steltmuggen (Limoniidae). De soort komt voor in het Afrotropisch gebied.